# Сасаки

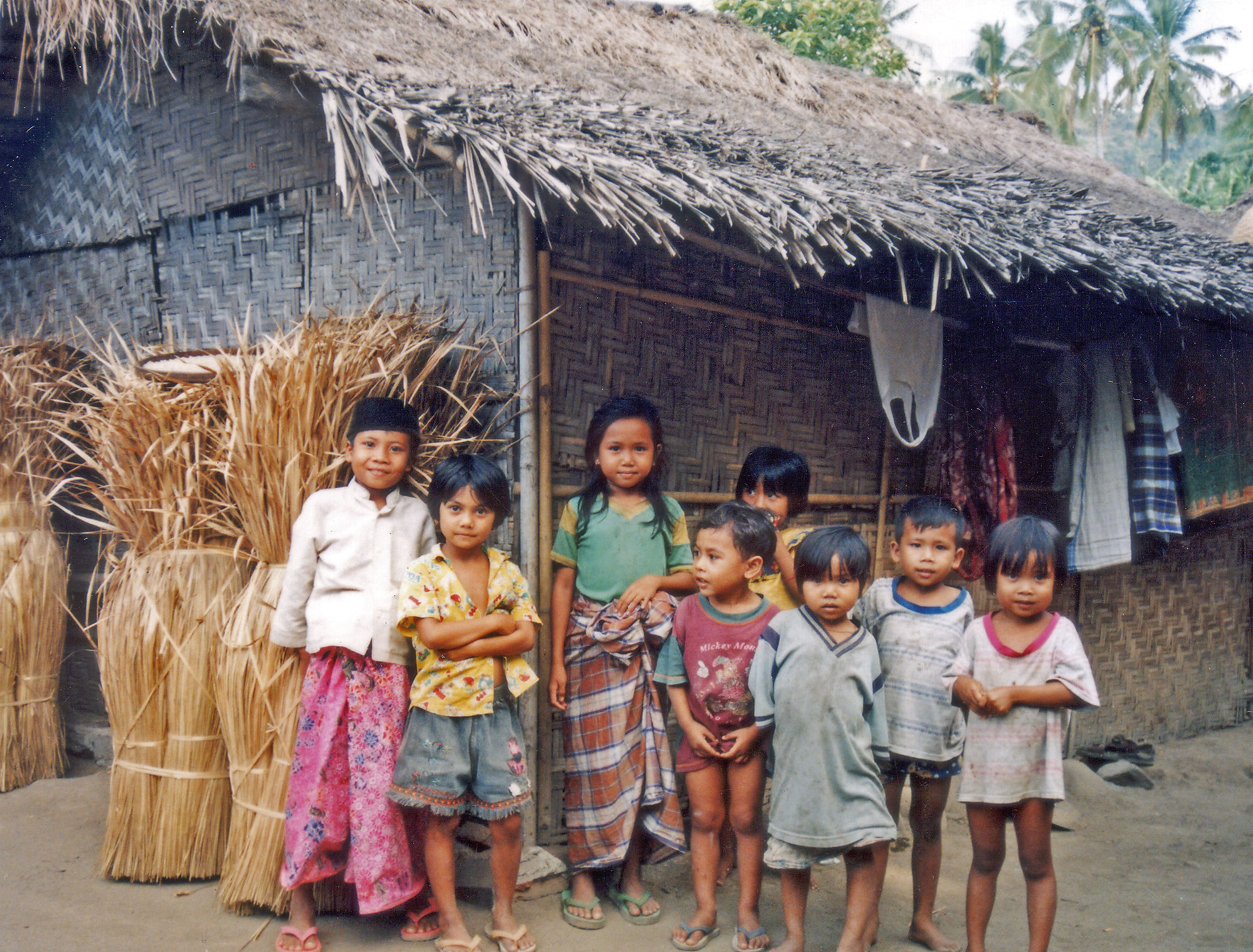
Сасаки

Саса́ки (самоназвание — ᬲᬲᬓ᬴ Sasak Boda) — этническая группа на острове Ломбок (Малые Зондские острова, Индонезия), составляют большинство населения острова.
В 1977 численность — около 2 000 000 человек. Язык сасакский или сасакско-балийский индонезийской группы.

## Религия
Большая часть — мусульмане-сунниты, часть придерживается традиционных верований.

## Основные занятия
Большая часть занимается земледелием (хлопководство, рисосеяние), также значительное развитие получили ремесла (в том числе ткачество).

## История
Сасаки в середине XV — середине XVII веков были вассалами правителей (Макассаров) на острове Сумбава, затем с середины XVII до середины XIX веков находились в зависимости от правителей острова Бали. Тогда же в быт сасаков проникли некоторые особенности культуры Бали. Ломбок был захвачен Нидерландами в 1894 году. Сасаки неоднократно протестовали против правления голландцев.